# Clown (Korn)
Clown è un singolo promozionale del gruppo musicale statunitense Korn, estratto dal primo album in studio Korn e pubblicato nel 1995.

## Video musicale
Il videoclip, diretto da McG, è un riferimento reale al cantante Jonathan Davis e alle dolorose esperienze liceali, dove veniva costantemente picchiato e ridicolizzato. Il brano stesso parla di come le persone provano a essere qualcosa ma faticano anche solo ad essere accettate.

## Tracce
CD promozionale (Stati Uniti) – 1995
1. Clown – 4:36

CD promozionale (Stati Uniti) – 1996
1. Clown (Radio Edit) – 3:38

## Formazione
Gruppo
- Jonathan Davis – voce, cornamusa, cori
- Fieldy – basso, cori
- J. Munky Shaffer – chitarra, cori
- Brian – chitarra, voce, cori
- David – batteria, cori

Produzione
- Ross Robinson – produzione, registrazione, missaggio
- Larry Weintraub – produzione esecutiva
- Chuck Johnson – ingegneria, missaggio
- Eddy Schreyer – mastering